# DDR3 SDRAM
 DDR3 SDRAM (de las siglas en inglés, Double Data Rate type three Synchronous Dynamic Random-Access Memory) es un tipo de memoria RAM, de la familia de las SDRAM usadas desde principios de 2007.

## Visión general
DDR3 SDRAM permite usar integrados de 1 GiB a 8 GiB, siendo posible soportar módulos de hasta 16 GiB.

### Características

Comparación gráfica entre memorias DDR, DDR2, DDR3 y DDR4

Los DDR3 tienen 240 pines al igual que DDR2 pero los DIMM son físicamente incompatibles, debido a una ubicación diferente de la muesca. DDR3 continúa la tendencia, duplicando el mínimo de lectura o escritura en la unidad a 8 bits por ciclo. Esto permite otra duplicación de la velocidad de bus sin tener que cambiar la velocidad de reloj de las operaciones internas. Para mantener las transferencias de 800-1600 Mb/s, la matriz RAM interna tiene que realizar sólo 100-200 millones de accesos por segundo.

#### Ventajas
- El principal beneficio de DDR3 frente a DDR2 es la posibilidad de hacer transferencias de datos más rápidamente, y con esto obtener velocidades de transferencia y de bus más altas.
- Proporciona significativas mejoras de rendimiento en niveles de bajo voltaje(1,5 a 1,2 V), lo que conlleva una disminución global del consumo eléctrico.

#### Desventajas
- La desventaja es que como sucedió con DDR2, las Latencia de acceso es proporcionalmente más alta. Compensando ese aumento de latencias con mayor velocidad de transferencia.

## Historia
Se preveía, que la tecnología DDR3 pudiera ser dos veces más rápida que la DDR2 y el alto ancho de banda que prometía ofrecer DDR3 era la mejor opción para la combinación de un sistema con procesadores dual-core, quad-core y hexa-Core (2,4 y 6 núcleos por microprocesador). Las tensiones más bajas del DDR3 (1,5 V frente 1,8 V de DDR2) ofrecen una solución térmica y energética más eficientes.
Teóricamente, estos módulos podían transferir datos a una tasa de reloj efectiva de 800-2600 MHz, comparado con el rango del DDR2 de 400-1200 MHz ó 200-533 MHz del DDR. Existen módulos de memoria DDR y DDR2 de mayor frecuencia pero no estandarizados por JEDEC.
Si bien las latencias típicas DDR2 fueron 5-5-5-15 para el estándar JEDEC, para dispositivos DDR3 son 7-7-7-20 para DDR3-1066 y 9-9-9-24 para DDR3-1333.

### Desarrollo

#### 2005
En 2005, Samsung anunció un chip prototipo de 512 MiB (denominado "512 MB") a 1.066 MHz (la misma velocidad de bus frontal del Pentium 4 Extreme Edition más rápido) con una reducción de consumo de energía de un 40% comparado con los actuales módulos comerciales DDR2, debido a la tecnología de 80 nanómetros usada en el diseño del DDR3 que permite más bajas corrientes de operación y tensiones (1,5V , comparado con los 1,8 del DDR2 o los 2,6 del DDR). Dispositivos pequeños, ahorradores de energía, como computadoras portátiles quizás se puedan beneficiar de la tecnología DDR3.

### Lanzamiento
En 2008, Kingston Technology lanzó los primeros módulos de memoria a 2GB, para plataformas Intel Core i7 (Nehalem y Bloomfield ).

### Sucesor

#### DDR4 SDRAM
Sus principales ventajas en comparación con DDR2 y DDR3 son una tasa más alta de frecuencias de reloj y de transferencias de datos (1600 a 4400 MHz en comparación con DDR3 de 800Mhz a 2400MHz), la tensión es también menor a sus antecesoras (1,45 a 1,05 para DDR4 y 1,65 a 1,2 para DDR3) DDR4 también apunta un cambio en la topología descartando los enfoques de doble y triple canal, cada controlador de memoria está conectado a un módulo único.

## Visión detallada

### Estándares
Estos son los estándares de memoria DDR3 actualmente en el mercado:
| Nombre estándar | Velocidad del reloj | Tiempo entre señales | Velocidad del reloj de entrada/salida | Datos transferidos por segundo | Nombre del módulo | Máxima capacidad de transferencia según el ancho de banda |
| --------------- | ------------------- | -------------------- | ------------------------------------- | ------------------------------ | ----------------- | --------------------------------------------------------- |
| DDR3-800        | 100 MHz             | 9,5 ns               | 400 MHz                               | 800 millones                   | PC3-6400          | 6400 MB/s                                                 |
| DDR3-1066       | 133 MHz             | 7,5 ns               | 533 MHz                               | 1066 millones                  | PC3-8500          | 8528 MB/s                                                 |
| DDR3-1333       | 166 MHz             | 6 ns                 | 666 MHz                               | 1333 millones                  | PC3-10600         | 10664 MB/s                                                |
| DDR3-1600       | 200 MHz             | 5 ns                 | 800 MHz                               | 1600 millones                  | PC3-12800         | 12800 MB/s                                                |
| DDR3-1866       | 233 MHz             | 4,3 ns               | 933 MHz                               | 1866 millones                  | PC3-14900         | 14928 MB/s                                                |
| DDR3-2133       | 266 MHz             | 3,3 ns               | 1066 MHz                              | 2133 millones                  | PC3-17000         | 17064 MB/s                                                |
| DDR3-2400       | 300 MHz             | 3 ns                 | 1200 MHz                              | 2400 millones                  | PC3-19200         | 19200 MB/s                                                |

## Tecnologías relacionadas

### GDDR3
La memoria GDDR3, con un nombre similar pero con una tecnología completamente distinta, ha sido usada durante varios años en tarjetas gráficas de gama alta como las series GeForce 6x00 o ATI Radeon X800 Pro, y es la utilizada como memoria principal de la Xbox 360. A veces es incorrectamente citada como "DDR3".

### DDR3L
Aunque es compatible con la especificación, los DDR3L (PC3L o SoDIMM) operan a un voltaje menor de 1,35 V y fue diseñado para los procesadores de cuarta generación de Intel.